# Parochodaeus californicus
Parochodaeus californicus là một loài bọ cánh cứng trong họ Ochodaeidae. Loài này được Horn miêu tả khoa học đầu tiên năm 1895.